# Rifkin's Festival
Rifkin´s Festival (El Festival de Rifkin) es una película escrita y dirigida por el cineasta Woody Allen que cuenta en su reparto con Wallace Shawn, Gina Gershon, Elena Anaya, Louis Garrel y Christoph Waltz. El filme inauguró la 68 edición del Festival Internacional de Cine de San Sebastián. Su trama se desarrolla en este mismo festival.

## Reparto
- Wallace Shawn como Mort Rifkin[3]
- Gina Gershon como Sue
- Elena Anaya como Dra. Joanna "Jo" Rojas
- Louis Garrel como Philippe
- Sergi López como Paco
- Christoph Waltz como La Muerte
- Douglas McGrath como Gil Brener
- Tammy Blanchard como Doris
- Enrique Arce como Tomás López

## Producción
La película es una coproducción entre Estados Unidos, España e Italia mediante la productora Tripictures, y la distribución ha corrido a cargo de Vision Distribution.

## Argumento
Mort Rifkin (Wallace Shawn), profesor de cine en Nueva York, debe viajar a San Sebastián (España) para acompañar a su esposa Sue (Gina Gershon), periodista y varios años más joven que él, a cubrir el Festival Internacional de Cine de San Sebastián. Mort, un intelectual e hipocondríaco, se encuentra escribiendo una inacabada novela mientras pasa por un bloqueo creativo. Tiende a hacerse grandes preguntas existenciales sobre la vida y la muerte, concibe el cine como un arte y gusta de los grandes maestros del cine de antes, al tiempo que desprecia el cine comercial de hoy. Su matrimonio está en declive, y cuando la pareja llega a San Sebastián, Sue comienza a relacionarse con Philippe (Louis Garrel), un joven y brillante director de cine que presenta su nueva película en el Festival. Mientras tanto, Mort, dedicado a pasear por la ciudad, conoce a una joven doctora, Jo (Elena Anaya), casada con Paco, un pintor bohemio y vividor, cuyo matrimonio también se encuentra en crisis. Mientras Sue estrecha su relación con Philippe, Mort siente un amor idílico por Jo, quien le confiere un nuevo impulso vital. En este contexto, Mort va desvelando sus inquietudes existenciales acerca del amor, el arte y la vida, a través de ensoñaciones y en clave de parodia cinematográfica de las grandes obras de arte. La película pasa de esta forma del realismo de la acción a la fantasía cinematográfica de directores como Ingmar Bergman, Federico Fellini, Luis Buñuel, Orson Welles, François Truffaut o Jean-Luc Godard.